# Royal Ostend Golf Club
Le Royal Ostend Golf Club est un parcours de golf situé en Flandre-Occidentale. Il s'agit d'un parcours au bord de mer dans une zone dunaire, ainsi c'est un link.
Il reçut la note de 15/20 dans l'édition 2008/2009 du Peugeot Golf Guide.
Il est propriété de la Donation royale, qui le loue depuis 1950.

## Royal Golf Club de Belgique: les jumeaux créés parLéopold II
Le Royal Golf Club de Belgique se composait, à l'origine, de deux clubs gérés par une même entité: le RGCB situé au Ravenstein et le club d'Ostende situé à Klemskerke.

|                             |                             |                             |                             | Royal Golf Club de Belgique A Ostende dès 1903 A Ravenstein dès 1906 |                             |  |  |  |  |  |  |                                             |                                             |                                             |                                             |                                             |                                             |  |  |  |  |  |  |  |  |  |  |
|                             |                             |                             |                             |                                                                      |                             |  |  |  |  |  |  |                                             |                                             |                                             |                                             |                                             |                                             |  |  |  |  |  |  |  |  |  |  |
|                             |                             |                             |                             |                                                                      |                             |  |  |  |  |  |  |                                             |                                             |                                             |                                             |                                             |                                             |  |  |  |  |  |  |  |  |  |  |
| Royal Ostend Golf Club 1948 | Royal Ostend Golf Club 1948 | Royal Ostend Golf Club 1948 | Royal Ostend Golf Club 1948 | Royal Ostend Golf Club 1948                                          | Royal Ostend Golf Club 1948 |  |  |  |  |  |  | Royal Golf Club de Belgique Ravenstein 1946 | Royal Golf Club de Belgique Ravenstein 1946 | Royal Golf Club de Belgique Ravenstein 1946 | Royal Golf Club de Belgique Ravenstein 1946 | Royal Golf Club de Belgique Ravenstein 1946 | Royal Golf Club de Belgique Ravenstein 1946 |  |  |  |  |  |  |  |  |  |  |